# Кубинская аратинга
Кубинская аратинга (лат. Psittacara euops) — птица семейства попугаевых.

## Внешний вид
Длина тела 25 см, хвоста — 13 см. Оперение зелёное, снизу светлее. На голове, горле и оперённой части ног красные штрихи. Концы маховых перьев черноватые. Хвост длинный и острый. Клюв светлый. Лапы буро-сероватые.

## Распространение
Обитают на Кубе. На острове Исла де Пинос вымер после 1900 года.

## Образ жизни
Населяют субтропические и тропические сухие леса, сухие саванны и пашни. Питаются зёрнами и фруктами деревьев.

## Размножение
Брачный период с мая по август. Гнездятся в дуплах деревьев. В кладке от двух до пяти яиц.

## Угрозы и защита
Находится под угрозой исчезновения из-за потери естественной среды обитания.

## Содержание
Очень популярная домашняя птица. Приручают их в птенцовом возрасте. Очень привязываются к своему хозяину. Имитируют короткие фразы и звуки. В неволе живут около 25 лет.